# Kathedrale von Catamarca

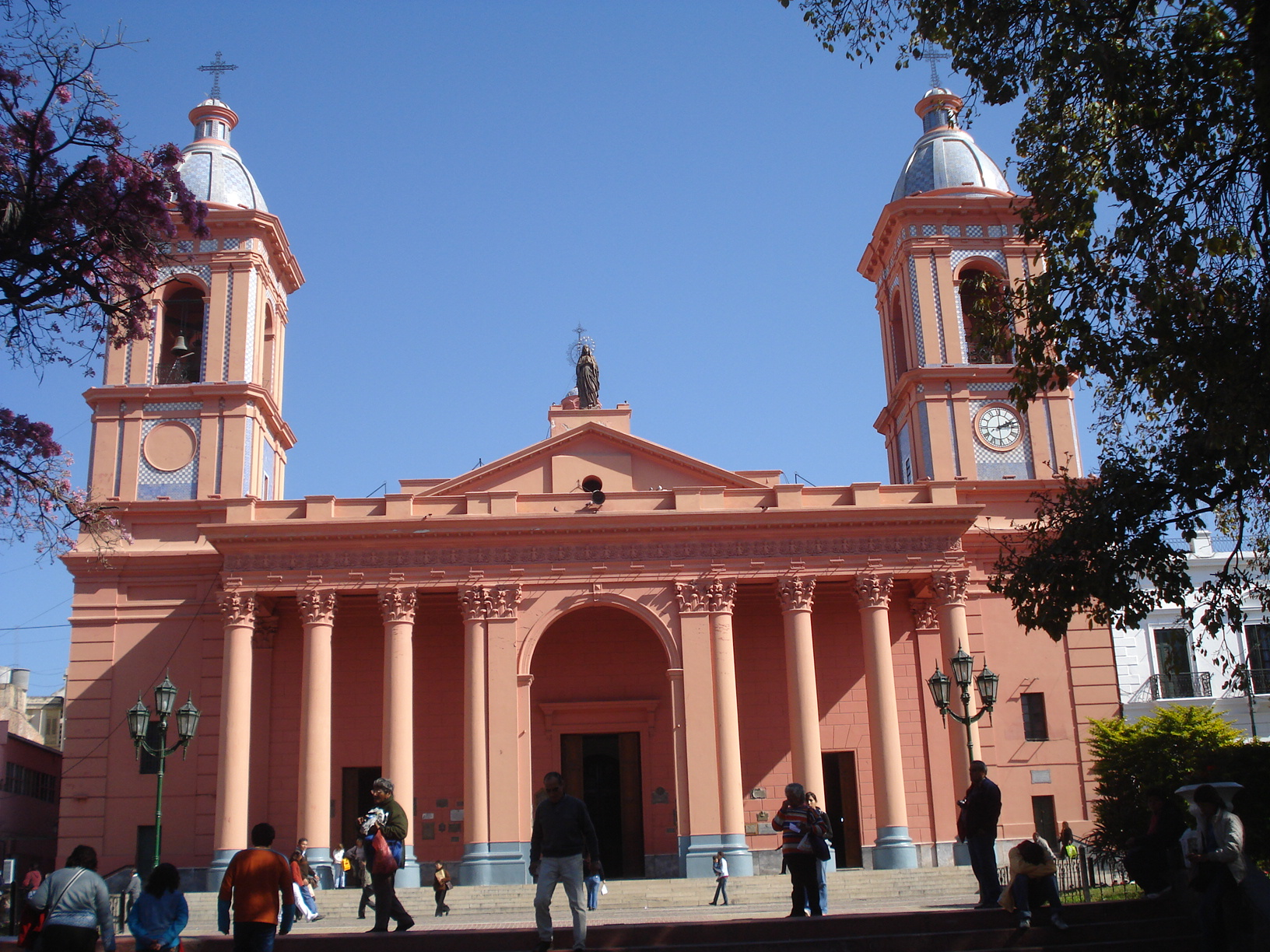
Kathedrale von Catamarca

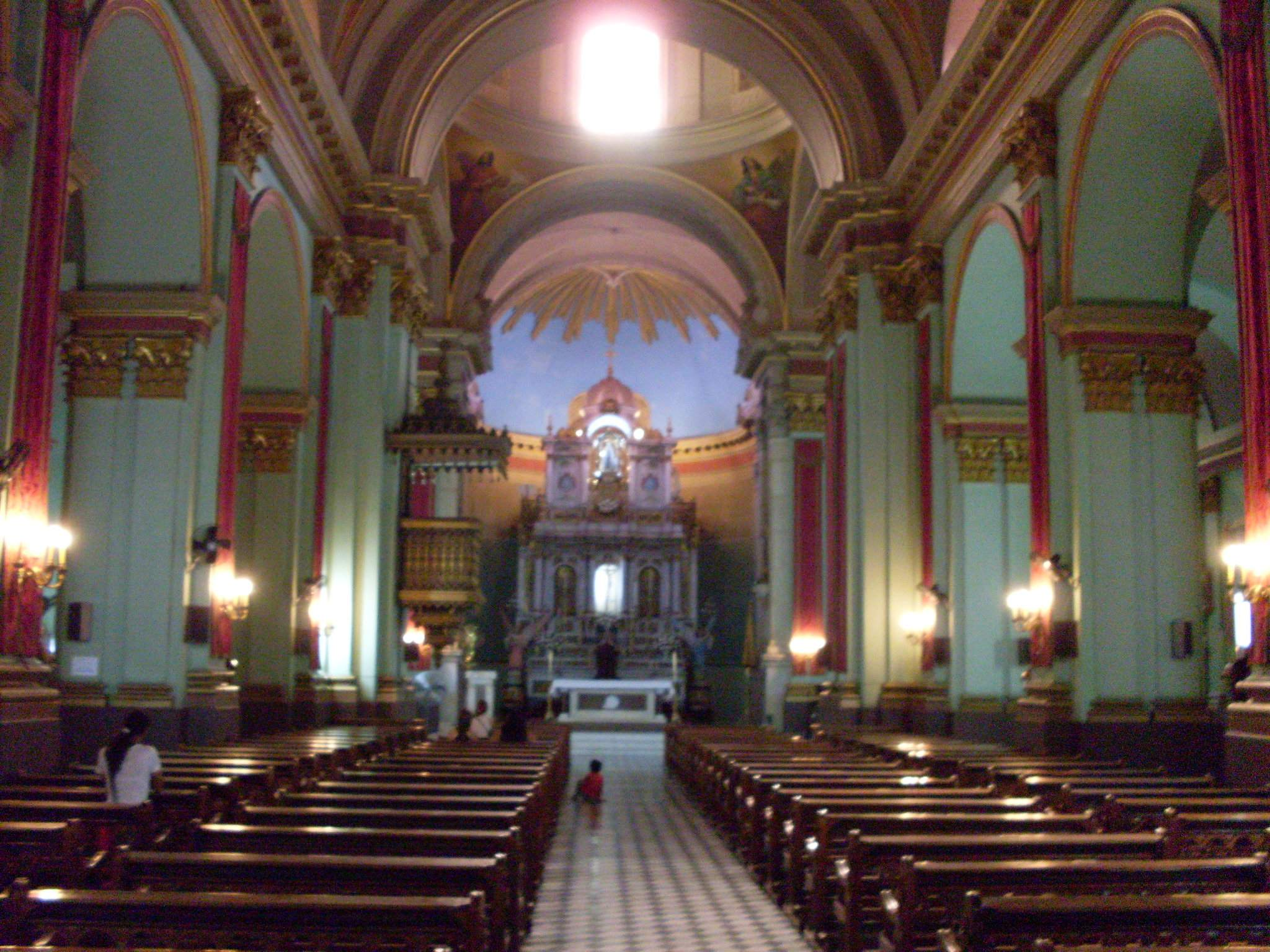
Langhaus mit Vierung

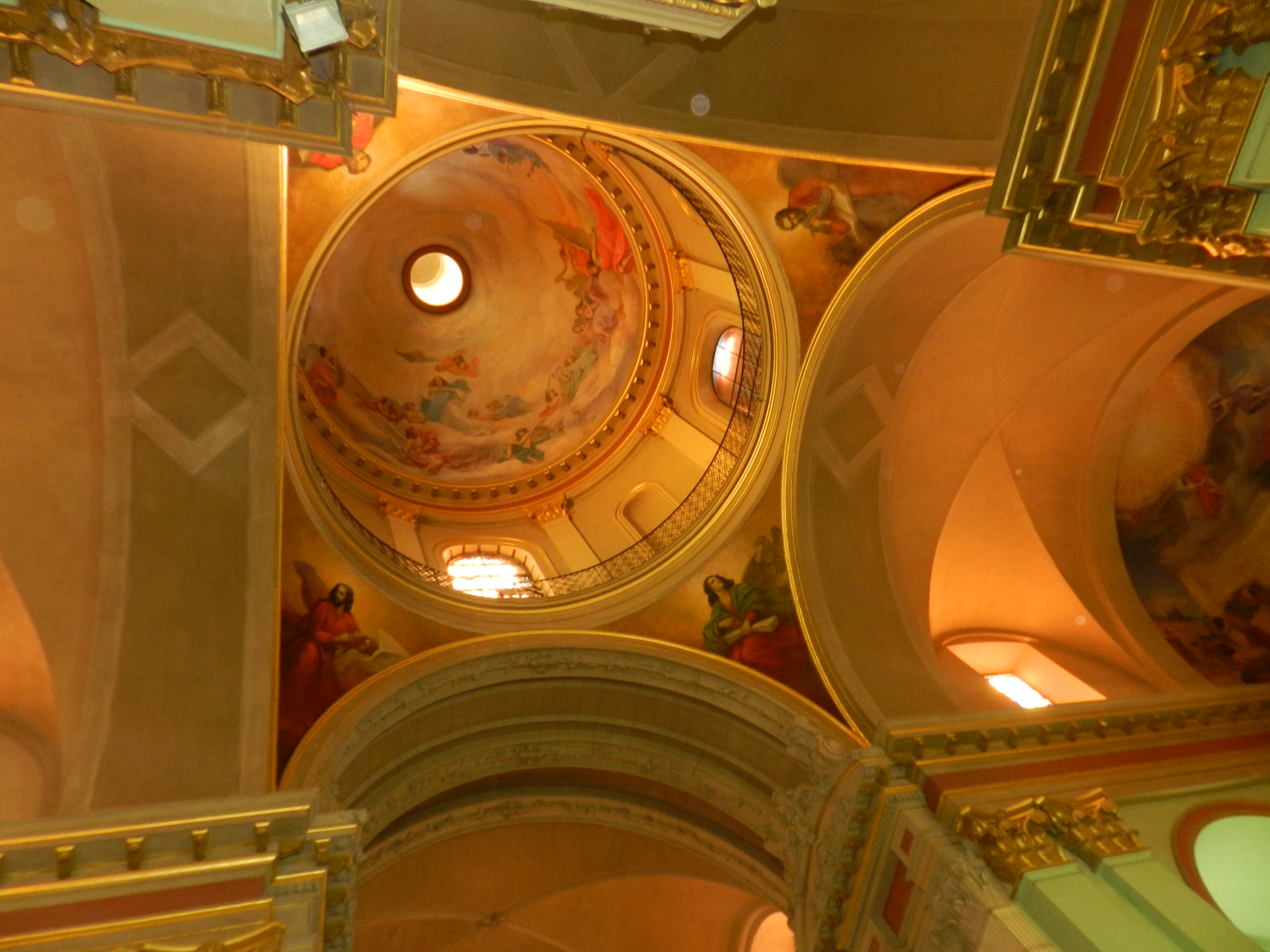
Vierungskuppel

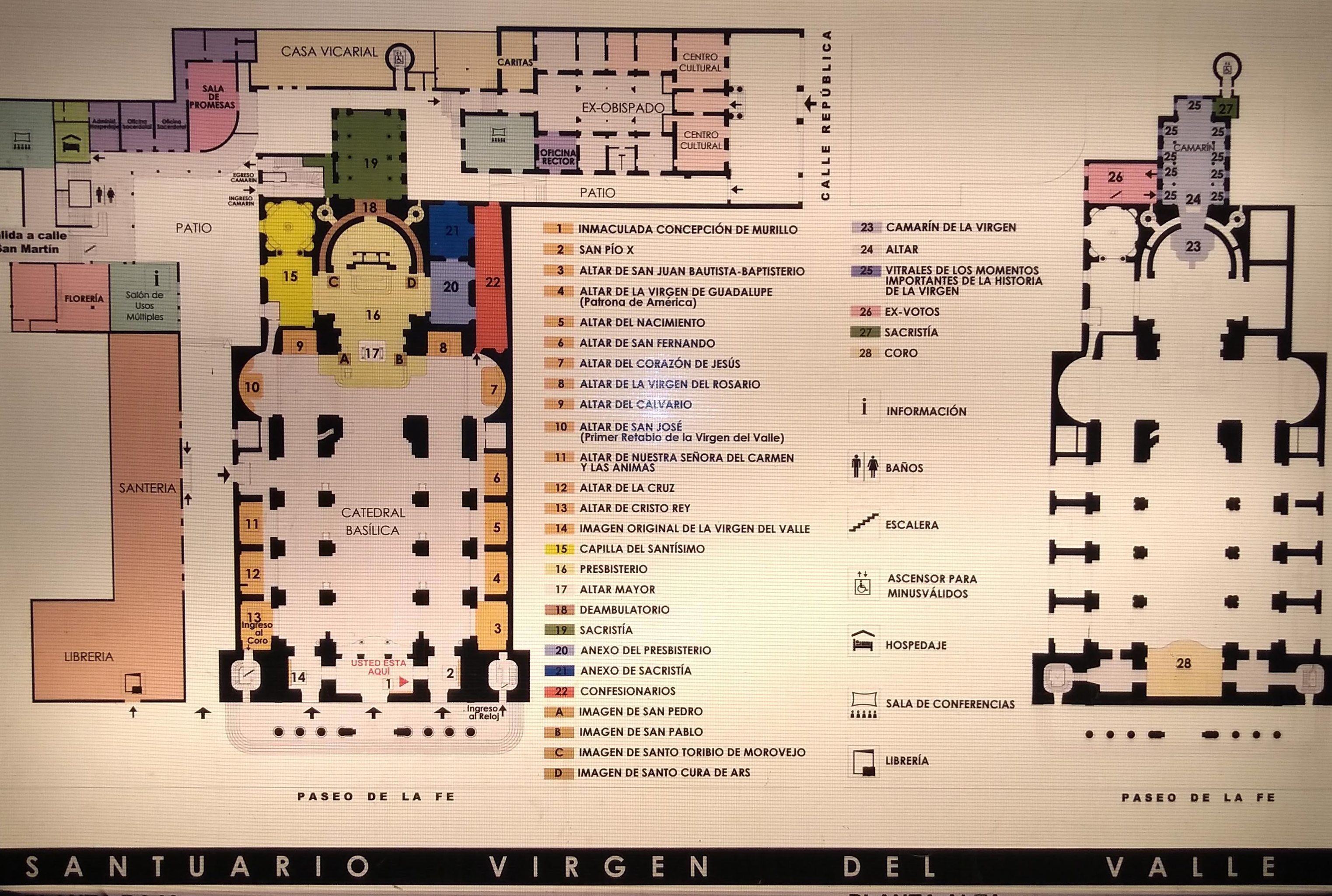
Grundrissplan

Die Kathedrale von Catamarca oder Catedral Basílica del Santísimo Sacramento y Santuario de Nuestra Señora del Valle (deutsch Kathedralbasilika des Heiligsten Sakraments und Unserer Lieben Frau vom Tal) ist eine römisch-katholische Kirche in San Fernando del Valle de Catamarca, Hauptstadt der Provinz Catamarca im Nordwesten Argentiniens. Die Kathedrale des gleichnamigen Bistums führt die Patrozinien des Heiligen Sakraments und als Marienwallfahrtskirche das der um 1620 aufgefundenen Marienstatue „Unsere Liebe Frau vom Tale“. Die Kathedrale trägt den Titel einer Basilica minor und ist als Nationales Historisches Monument geschützt.

## Lage
Die ca. 550 m hoch gelegene Stadt San Fernando del Valle de Catamarca ist gut 1125 km (Fahrtstrecke) in nordwestlicher Richtung von der Landeshauptstadt Buenos Aires entfernt. Die Kathedrale befindet sich in der Stadtmitte an der Plaza 25 de Mayo.

## Geschichte
Die ehemalige Pfarrkirche ist der dritte Kirchenbau an dieser Stelle, eine erste Kirche wurde 1695 geweiht, eine zweite Kirche wurde in den Jahren 1734 bis 1744 erbaut. Der Neubau der italienischen Architekten Carlos Tenivella und Natalio Balloca wurde 1859 im Stil der Neorenaissance entworfen. Der Bau wurde durch den Tod Tenivellas unterbrochen und von Luis Caravati fortgesetzt, der einige Änderungen vornahm und den Bau mit einem Verwaltungsgebäude zu einem Komplex ergänzte. Die Kirche wurde im Jahr 1869 zusammen mit der Überführung der Marienstatue geweiht, die Fertigstellung erfolgte jedoch erst 1875. Im Jahr 1881 erfolgte eine Krönung des Marienbildes und im Jahr 1910 wurde die Kirche mit der Gründung des Bistums zur Kathedrale erhoben. Aus Anlass des 25-jährigen Jubiläums der Marienkrönung wurde als Seitenkapelle die Camarín de la Virgen des Architekten Isaac Lecuona geweiht.
Die Kathedrale wurde 1941 zum Nationalen Historischen Denkmal erklärt und gilt als eines der wichtigsten Gebäude der italienischen Neorenaissance in Argentinien. Im gleichen Jahr erhielt sie durch Papst Pius XII. aus Anlass der 50-jährigen Krönung den Ehrentitel einer Basilica minor.

## Architektur
Die Fassade ist auf den Paseo de la Fe und die Plaza 25 de Mayo ausgerichtet. Ihr korinthischer Portikus kombiniert acht Säulen und einen Rundbogen in der Mitte, darüber ein dreieckiger Giebel. Die Fassade wird eingerahmt durch zwei 42 m hohe Türme; am nördlichen ist eine Uhr installiert, der südliche trägt das Geläut. Sie bestehen jeweils aus drei Etagen und schließen mit einer Laterne auf einem kuppelförmigen Helm. Deren Verkleidung ist aus französischer Majolika aus Pas-de-Calais, die Wände sind in rosa, der Originalfarbe der Bauzeit, gehalten.
Hinter der Fassade öffnet sich eine dreischiffige Basilika auf dem Grundriss eines lateinischen Kreuzes, beleuchtet über Seitenschifffenster und durch einen durchfenstertem Tambour mit aufgesetzter Kuppel; den Abschluss bildet eine Laterne mit einem eisernen Kreuz. Die Kirche ist 58 m lang und im Mittelschiff etwa 15 m hoch. Die beiden Enden des Querhauses sind abgerundet, so dass sich – zusammen mit der Hauptapsis – im Grundriss ein Trikonchos ergibt. Das reich ausgemalte Tonnengewölbe des Mittelschiffes ist mit Stichkappen versehen und ruht auf rechteckigen Säulen im korinthischen und toskanischen Stil. Die durch Bögen getrennten Felder zeigen auf großen Marouflage-Gemälden von 1941 diverse Wunder der Marienstatue: Auffindung, Friedensstiftung zwischen Spaniern und Eingeboren, Kampf gegen Plagen und Krönung des Bildes.
Von den Seitenschiffen mit Kuppelgewölben gehen elf Seitenkapellen ab. Auf der Chorseite stehen drei große Altäre, die Nebenaltäre in Verlängerung der Seitenschiffe. Der Hochaltar wurde 1875 aus weißem Carrara-Marmor geschaffen. Oben thront in ihm die verehrte Marienstatue.
Der Zugang zur Kapelle des Camarín de la Virgen erfolgt vom linken Seitenhof. Sie ist dreischiffig und hat ein Kreuzrippengewölbe, getragen von vier schlanken Marmorsäulen auf jeder Seite. Ihr Stil ist neoromanisch in den Bögen und neugotisch in den Säulen. Die Buntglasfenster wurden von der deutschen Firma Franz Mayer & Co. geschaffen. Die Wände sind mit Gemälden zu „Unserer Lieben Frau vom Tale“ gestaltet und mit Votivgaben dekoriert.